# Corpet-Louvet
Corpet-Louvet war ein französischer Hersteller von Lokomotiven mit Sitz in Paris, der vor allem Kleinbahnlokomotiven herstellte. Er war in diesem Bereich eines der erfolgreichsten Unternehmen Frankreichs.

## Geschichte
Der Lokomotivbau begann bereits bei dem 1855 gegründeten Vorgängerunternehmen Société Anjubault. Es hatte seinen Sitz an der Rue Keller im 11. Arrondissement im Osten von Paris und lieferte noch im selben Jahr die ersten vier Lokomotiven. Die ersten drei Lokomotiven waren Breitspurlokomotiven des Bauart Arnoux-Meyer mit einer Spurbreite von 1751 mm und von innen schräg an den Schienenkopf greifenden Hilfsrädern zur Stabilisation. Zwei Lokomotiven mit der Achsfolge 1B1 (je 40 t) und eine 1A1 (28 t) als Umbau aus einer Lokomotive der Firma Schneider. Lokomotive Nummer vier war eine Normalspurlok Achsfolge B mit 16 t Gewicht. Bis zu dem Verkauf baute Anjubault nur Lokomotiven der Achsfolge B in verschiedenen Spurbreiten und Gewichtsklassen, jedoch hauptsächlich in Normalspur. Anjubault kam auf insgesamt 143 produzierte Lokomotiven.
1868 starb Auguste Anjubault. Lucien Corpet, der Chefingenieur des Unternehmens, übernahm 1869 die Fabrik durch Kauf, weil der Gründer des Unternehmens, keine Nachfolger hatte. Die 1869 ausgelieferten Lokomotiven trugen Firmenschilder mit dem Namen L. Corpet. An der Avenue Philippe Auguste 117 ⊙ wurde eine neue Fabrik gebaut, in die ab 1870 die Produktion umgezogen wurde. Der Umzug war erst 1874 beendet. Lucien Corpet heiratete Céline Doublet, Nichte des bekannten Lokherstellers Jean François Cail. Bei der Geburt des ersten Kindes, der Tochter Marguerite, starb Céline am 21. Juni 1873. Circa acht Jahre später heiratete Lucien Corpet die Schwester seiner verstorbenen Frau, Fanny Doblet, auch durch Unterstützung seiner Tochter Marguerite. Mit Fanny Doblet bekam er drei weitere Kinder: Lucien, Jean und Yvonne.
Charles Bourdon trat am 31. Dezember 1876 zu seinem Freund und Hochschulkommilitonen Lucien Corpet in die Gesellschaft „L. Corpet et Ch. Bourdon, mécaniciens et chaudronniers“ ein. Die erste Lokomotive der Firma Decauville mit dem Namen Lilliput wurde gebaut. In der gemeinsamen Zeit, von Lucien Corpet mit Charles Bourdon, wurde auch die Lizenz für den Bau von Schwinghebelmaschinen der Bauart Brown erworben.
Auf der Weltausstellung, 1878 in Paris, war die Firma Corpet-Bourdon mit der bereits erwähnten „Lilliput“, einer Dampflok mit Kran, Spurweite 75 cm, System Brown (gebaut bei der SLM Winterthur), einer Lok in Meterspur mit Achsfolge C und einer Verbunddampfmaschine für Schiffe vertreten. Am 31. Dezember 1879 trat Charles Bourdon aus der gemeinsamen Gesellschaft aus – Lucien Corpet blieb alleiniger Gesellschafter.
Am 1. April 1889 starb plötzlich Lucien Corpet. Seine Witwe nahm die Ratschläge der Familie nicht an und behielt die Firma. Sie war Geschäftsführerin, machte den Autoführerschein, als zweite Frau in Paris, und stellte einen Herren Faisant als Chef der Entwicklungsabteilung ein. Ebenfalls 1889 nahm die Firma mit der fünfhundertsten, bei Corpet gebauten, Lokomotive an der Weltausstellung in Paris teil: „Bernard“, C1' n2t, Masse 16 t, Meterspur.
Die Stieftochter Marguerite Corpet heiratete Lucien Louvet, Ingenieur, Absolvent der École Centrale und angestellt bei der Eisenbahngesellschaft „Compagnie meusienne de chemin de fer“. Durch die Heirat wurde er Miteigentümer der Geschäftsanteile, die Marguerite mit in die Ehe brachte und damit Teil der Geschäftsführung. Die Gesellschaft wurde am 24. Juni 1892 gegründet und hieß so wie die Firmenschilder Vve L. Corpet et L. Louvet mit einem Kapital von 500 000 FRF. Bis 1897 wurde noch die alte Bezeichnung verwendet, sodass die Bezeichnung L. Corpet – Vve L. Corpet et L. Louvet auf den Fabrikschildern der Lokomotiven stand.
1900 nahm die Firma wieder an der Weltausstellung in Paris teil und erhielt für die Nummer 818 der Produktion, eine C-Kuppler in Meterspur, eine Goldmedaille für ihre gute Ausführung.
1902 wurde die, bereits bestehende, Kollektivgesellschaft Vve L. Corpet et L. Louvet auf 10 weitere Jahre fest geschrieben, jedoch mit einem erhöhten Eigenkapital von 850 000 FRF. Die Söhne von Fanny Corpet stiegen nach erfolgreichem Studium an der École Polytechnique ebenfalls bei der Firma ein: Lucien Corpet 1907 und Jean Corpet 1909, beide als Gesellschafter. Die Lokschilder änderten ihren Namen auf Corpet-Louvet. Die beiden jungen Ingenieure wollten einen größeren Markt bedienen und größere und schwerere Lokomotiven bauen. Dafür war die alte Fabrikationsstätte nicht geeignet. Man fand für wenig Geld ein Gelände in La Courneuve, an der Rue Gambetta ⊙, auf dem früher Zuckerrüben gekocht worden waren. Das Gelände besaß einen Gleisanschluss an die Eisenbahn der Chemin du fer du Nord (Bahnstrecke La Plaine–Hirson) den auch die 500 Arbeiter für ihren Arbeitsweg nutzen konnten. Das Gelände hatte 33 000 m² und die Ausdehnung des Werkes darauf 10 000 m². Die Hebeeinrichtungen des Werkes waren für Lasten bis zu 120 t ausgelegt. Am 1. Juni 1912 wurde die bisherige Gesellschaft in eine Kollektivgesellschaft mit Namen Corpet, Louvet et Compagnie und einem Kapital von 1 000 000 FRF umgewandelt.
Nach dem Zweiten Weltkrieg wurden auch Diesellokomotiven und Dampfkessel gebaut sowie Stahlbau betrieben. 1952 verließ die letzte Lokomotive das Werk. Es wurden fortan auch Werkzeugmaschinen gebaut und Baumaschinen von Caterpillar in Lizenz hergestellt. Das Unternehmen überlebte bis in die 1970er-Jahre.

## Produkte

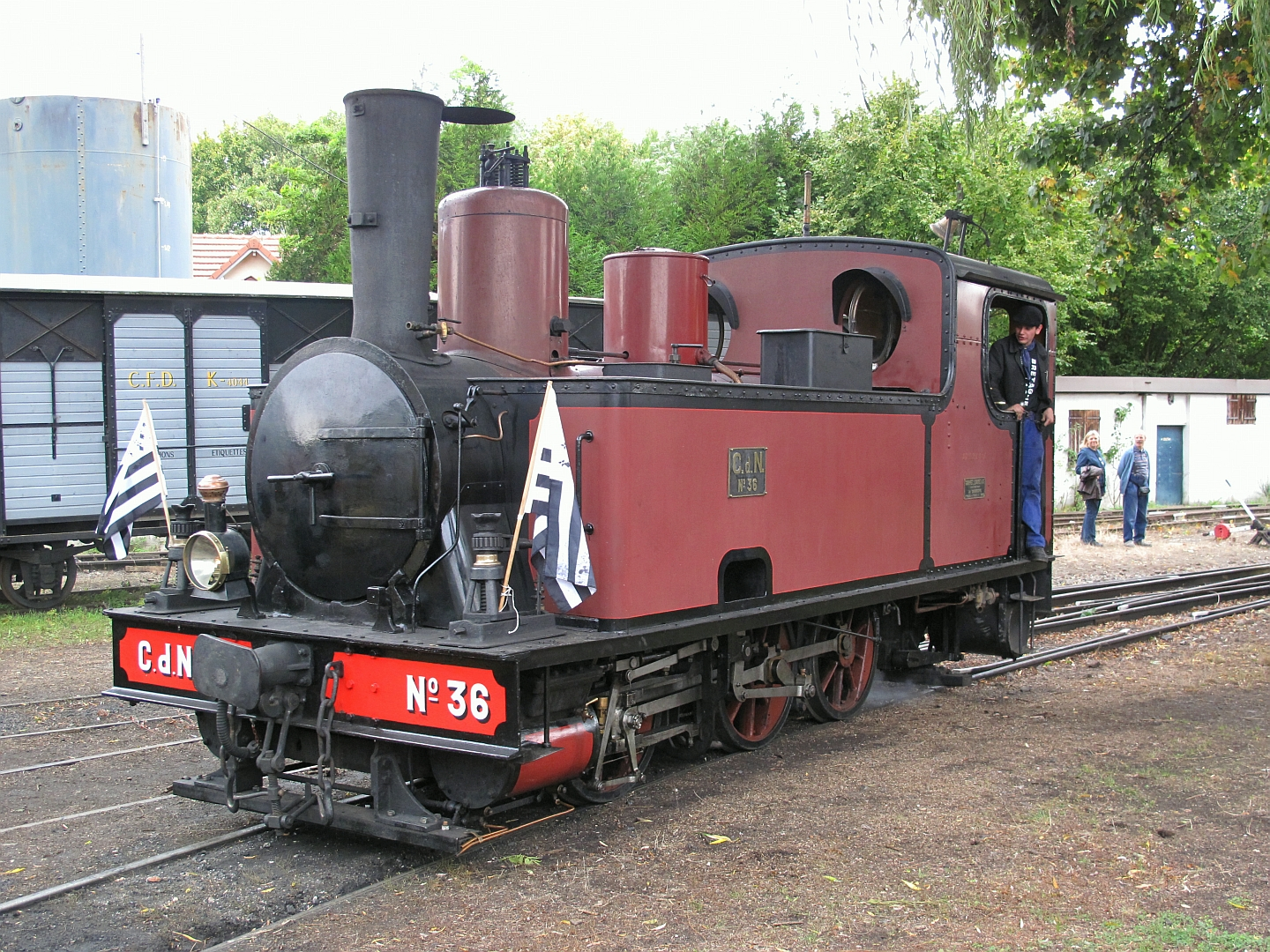
Typische Dreikupplerlokomotive von Corpet-Louvet erbaut 1925 für die Chemins de fer des Côtes-du-Nord (CdN)

Von 1855 bis 1952 wurden 1962 Lokomotiven gebaut, wobei Corpet die Nummerierung von Anjubault fortsetzte. Die erste unter dem Namen von L. Corpet gebaute Lokomotive trug die Fabriknummer 121. Der größte Teil der Lokomotiven wurde für Meterspurbahnen in Frankreich gebaut, das häufigste Modell war die als Tenderlokomotive ausgeführte Dreikupplermaschine mit der Achsfolge C, die von 1893 bis zum Ausbruch des Ersten Weltkrieges die Produktion dominierte. In dieser Zeit verließen jährlich gegen 50 Lokomotiven das Werk. Das Unternehmen profitierte vom Freycinet-Plan aus dem Jahr 1878, benannt nach seinem Initiator, Charles de Freycinet, Minister für öffentliche Bauvorhaben. Der Plan beinhaltete den Neubau von 8700 km Sekundärbahnen auf Französisch: „lignes d’intérêt local“. Dieser Plan wurde bis 1914 fast vollständig umgesetzt und ließ um alle größeren Städte Streckennetze entstehen. Diese litten aber in den Jahren zwischen den Weltkriegen stark unter dem aufkommenden Individualverkehr, sodass Corpet-Louvet zwar Anfang 1922 die Produktion von Meterspurlokomotiven wieder aufnahm, aber bereits 1930 die letzte Dreikupplerlokomotive an eine französische Bahn lieferte. Ab 1925 erschienen größere Lokomotiven für den Einsatz in den französischen Besitzungen in Afrika, die bis 1950 gebaut wurden. Anfang des Zweiten Weltkriegs wurde die Produktion weitergeführt, bis sie mit der deutschen Besetzung eingestellt wurde, wobei die angefangenen Lokomotiven noch fertig gebaut wurden. Fahrzeuge aus Aufträgen, die aufgrund von Kriegshandlungen nicht an ihre Auftraggeber gelangen konnten, verkehrten zeitweilig auf französischen Bahnen. So waren bei der Chemins de fer du Cambrésis (CFC) drei Tenderlokomotiven mit der Achsfolge 1’C1’ für die Chemin de fer de Konakry au Niger im heutigen Guinea bestimmte Lokomotiven eingesetzt, die erst nach 1947 nach Afrika gelangten. Die CFC war so angetan von den drei Lokomotiven, dass sie drei gleiche bestellte, die 1948 geliefert wurden. Es waren dies die letzten Dampflokomotiven von Corpet-Louvet-Lokomotiven, die an eine französische Meterspurbahn geliefert wurden, und wahrscheinlich auch die einzigen Dampflokomotiven überhaupt, die nach dem Zweiten Weltkrieg an eine solche Bahn geliefert wurden.
In den frühen 1930er Jahren wurden überwiegend Normalspurlokomotiven für die großen Bahngesellschaften hergestellt, dazwischen gab es Lieferungen an die Kolonien und gelegentlich Aufträge für Industrielokomotiven. In der unmittelbaren Nachkriegszeit gab es eine kleine Auftragsflut, darunter die Tenderlokomotiven 151 TQ für die SNCF, die letzten an die Staatsbahn gelieferten Dampflokomotiven. Weiter folgten Aufträge für die Kolonien und normalspurige Industrielokomotiven. Zwei Aufträge wurden von der indischen Regierung erteilt, der erste über zwölf 1’D1’-Lokomotiven mit einer Spurweite von 762 mm, der zweite über 1’C1’-Lokomotiven für Meterspur.

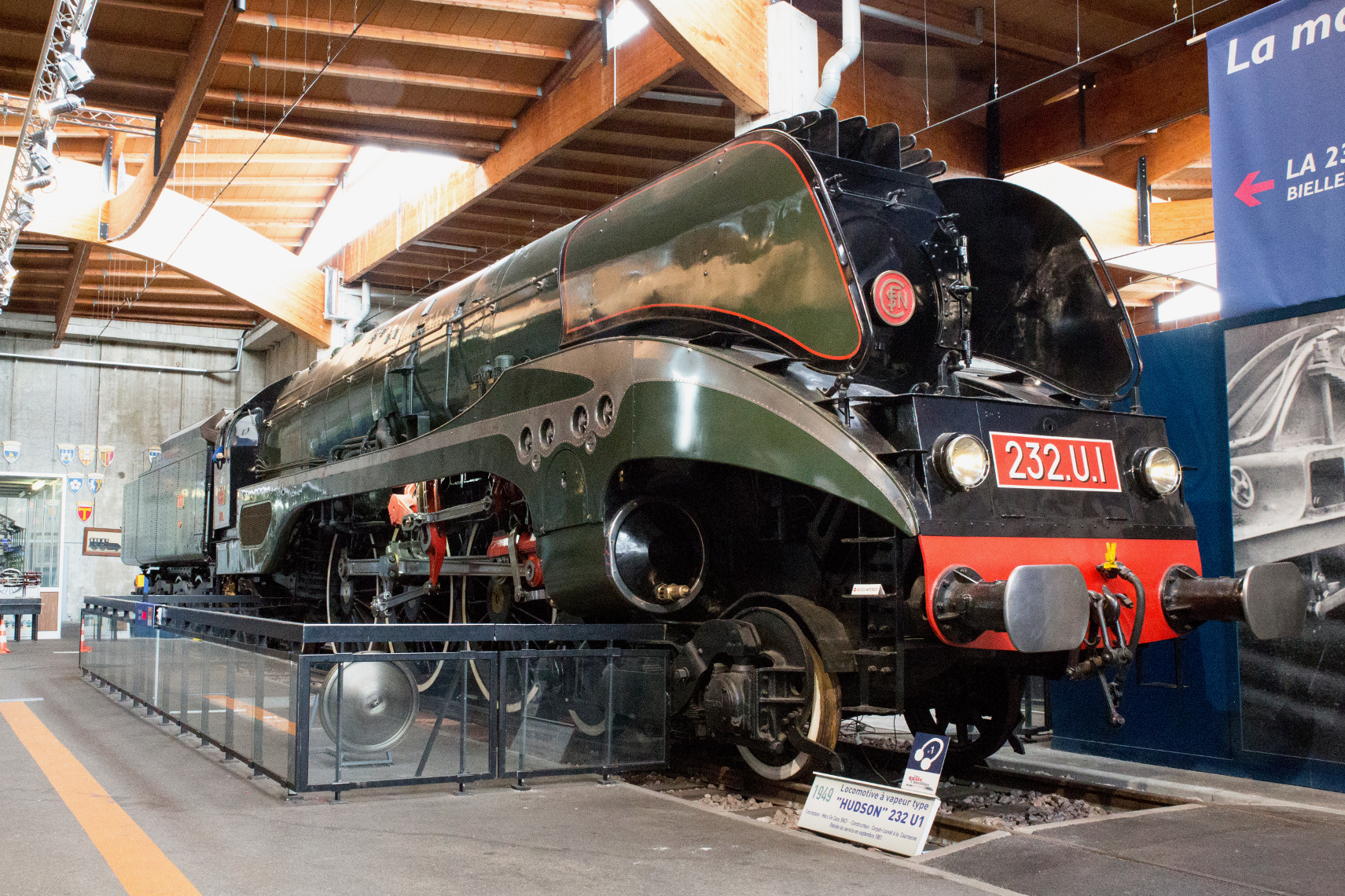
SNCF 232 U 1 im Eisenbahnmuseum Mülhausen

Speziell zu erwähnen ist die nach dem Zweiten Weltkrieg gebaute Großdampflokomotive SNCF 232 U 1, ein Einzelstück, verwandt mit den Lokomotiven 232 R und 232 S. Die noch von der Chemins de fer du Nord bestellte Lokomotive war die größte bei Corpet-Louvet gebaute Lokomotive.  Ursprünglich war sie für den Einbau einer Turbine vorgesehen, wurde dann aber als Vierzylinder-Heißdampf-Verbundlokomotive gebaut. Sie besaß teilweise eine Stromlinienverkleidung, konnte 3300 PS entwickeln und wog inklusive Tender 219,4 t. Der Achsdruck betrug 23 t. Wegen des Zweiten Weltkrieges wurde die Schnellzuglokomotive erst 1949 abgeliefert und stand bis zum 30. September 1961 im Dienst. Sie ist im Eisenbahnmuseum Mülhausen erhalten.

## Firmenschilder

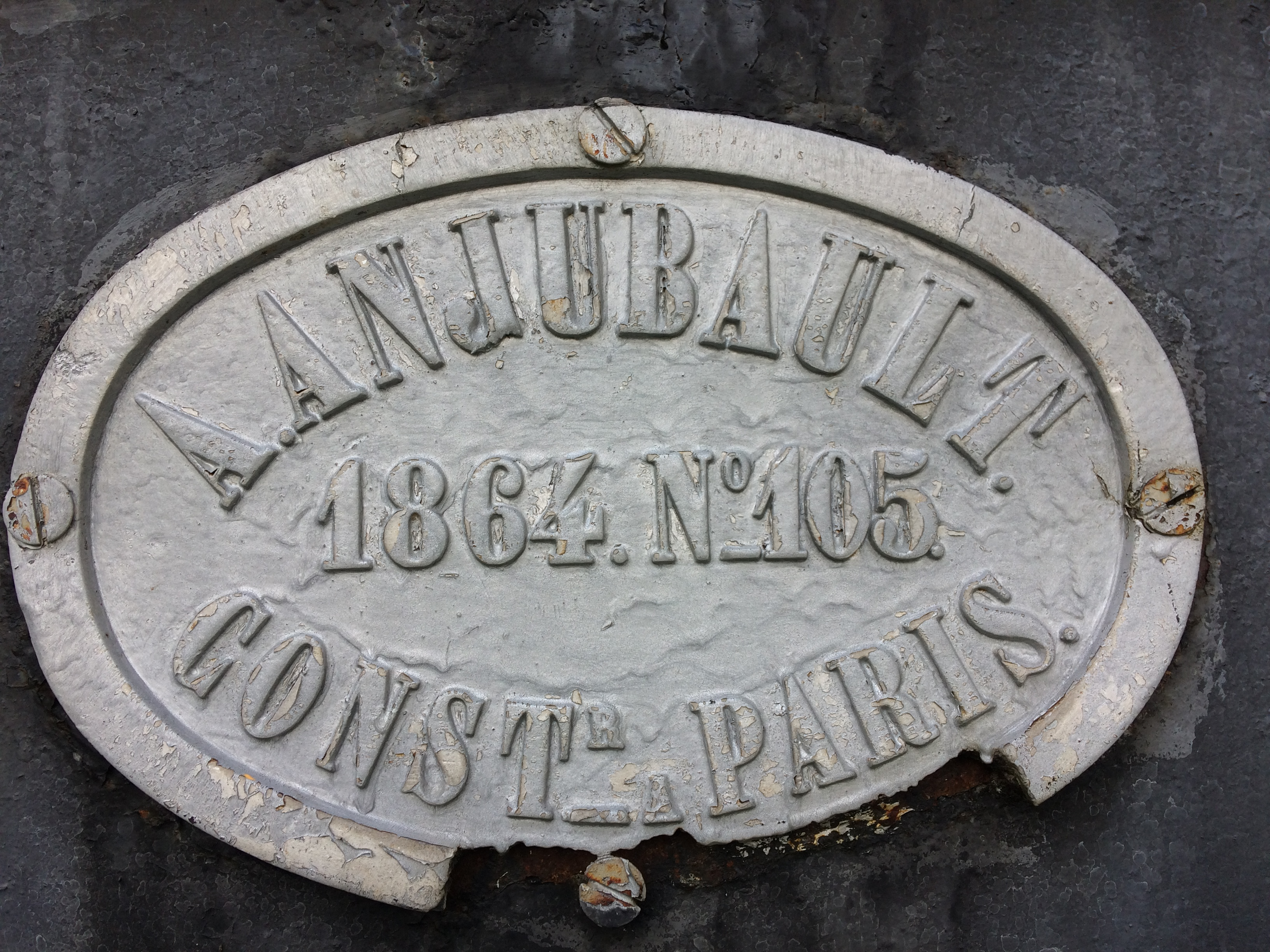
Fabrikschild der Société Anjubault von 1864
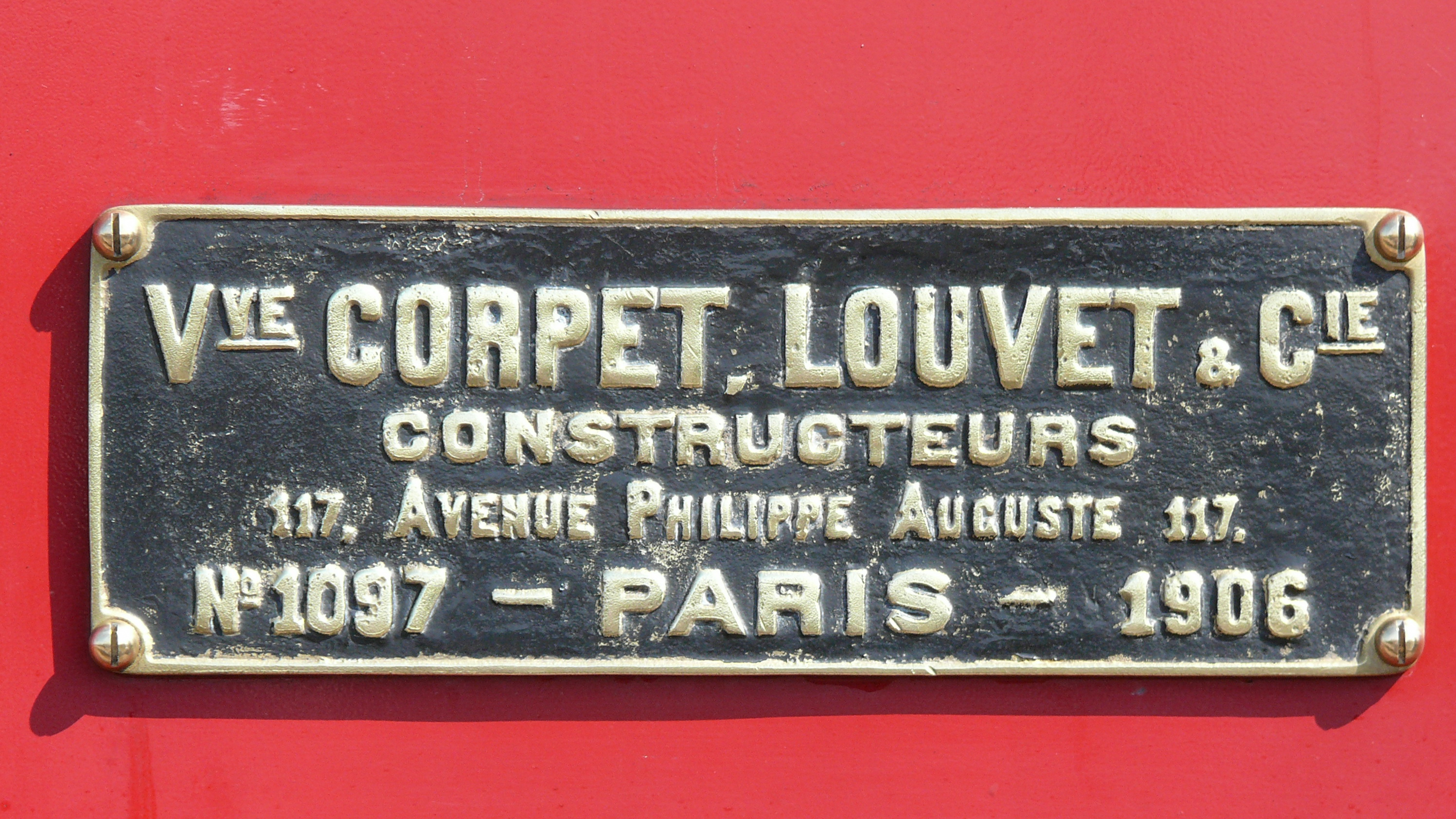
Fabrikschild der Vve L. Corpet et L. Louvet von 1906
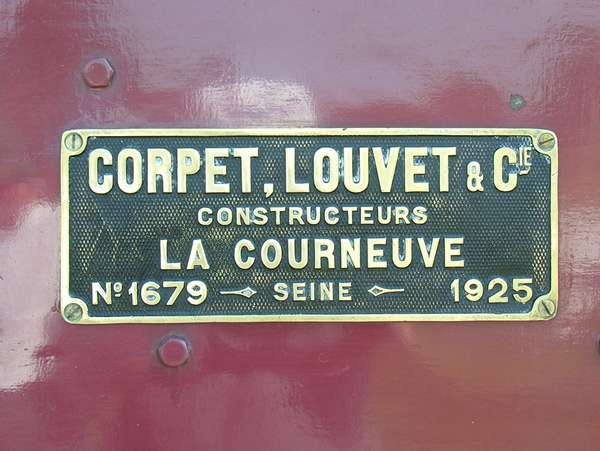
Fabrikschild der Corpet Louvet et Cie von 1925